# Свети Атанасий (Довища)
Вижте пояснителната страница за други значения на Свети Атанасий.
„Свети Атанасий“ (на гръцки: Αγίου Αθανασίου) е възрожденска православна църква в сярското село Довища (Емануил Папас), Егейска Македония, Гърция. Част е от Сярската и Нигритска епархия на Вселенската патриаршия. Църквата е енорийски храм на селото.
Църквата е завършена на 1 септември 1805 година при управлението на митрополит Константин Серски според надписа на вградената над вратата на храма мраморна плоча. Архитект на храма е костурчанинът Андреас, който е автор и на църквата „Света Параскева“ във Везник. Построена е на мястото на по-стара църква със същото име. В музея на църквата има много ценни икони от 1760 година насам. Ктиторският надпис гласи:
| „ | ΟΥΤΟΣ Ο ΘΕΙΟΣ ΚΑΙ ΠΕΡΙΚΑΛΛΗΣ ΧΑΟΣ ΤΟΥ ΑΓΙΟΥ ΠΑΤΡΟΣ ΗΜΩΝ ΑΘΑΝΑΣΙΟΥ ΑΛΕΞΑΝΔΡΕΙΑΣ ΤΟΥ ΜΕΓΑΛΟΥ, ΑΝΗΓΕΡΘΗ ΔΙΑ ΤΗΣ ΕΝ'ΘΕΡΜΟΥ ΠΡΟΣΤΑΣΙΑΣ ΤΕ ΚΑΙ ΣΥΝΔΡΟΜΗΣ ΤΟΥ ΤΕΤΙΜΙΩΤΑΤΟΥ ΚΥΡ ΓΕΩΡΠΟΥ, ΥΙΟΥ ΤΟΥ ΠΟΤΕ ΠΑΠΑΑΘΑΝΑΣΙΟΥ ΟΙΚΟΝΟΜΟΥ ΤΗΣ ΧΩΡΑΣ ΤΑΥΤΗΣ ΚΑΙ ΤΩΝ ΛΟΙΠΩΝ ΕΓΧΩΡΙΩΝ ΧΡΙΣΤΙΑΝΩΝ, ΠΑΡΑ ΑΡΧΙΤΕΚΤΟΝΟΣ ΑΝΔΡΕΟΥ ΤΟΥ ΕΚ ΚΑΣΤΟΡΙΑΣ. ΑΡΧΙΕΡΑΤΕΥΟΝΤΟΣ ΤΟΥ ΠΑΝΙΕΡΩΤΑΤΟΥ ΜΗΤΡΟΠΟΛΙΤΟΥ ΑΓΙΟΥ ΣΕΡΡΩΝ, ΚΥΡΙΟΥ ΚΥΡΙΟΥ ΚΩΝΣΤΑΝΤΙΟΥ, ΠΑΡ' ΟΥ ΚΑΙ ΚΑΘΙΕΡΩΘΗ ΕΝ ΕΤΕΙ ΣΩΤΗΡΙΩ ΑΩΕ ΜΗΝΟΣ ΣΕΠΤΕΜΒΡΙΟΤ Α'. | “ |

В архитектурно отношение е трикорабна кръстовидна базилика с купол. По-късно е изписана. Църквата има ценен иконостас с резбовани сцени от Стария и Новия завет. Иконостасът е дело на дебърския майстор Козма Дебрели. Изработването му вероятно е започнало с изграждането на църквата, но местната традиция дава дата за завършване 1817 година. В ореола на светиите има дата 1843 година, която се отнася до посребряването на иконите. В горния ред на иконостаса има икони от 1810 година и по-нови от 1860 година. Козма Дебрели е убит в Довища и погребан в селото, което се разбира от запазения в музея мраморен кръст с името му и дата 1840.
В 1900 година е издигната четириетажната камбанария.
В енорията на храма влизат църквите „Свети Димитър“, която според запазения надпис е от 1864 година, „Свети Христофор“ от 1912 г., „Свети Георги“ от 1928 г., „Животворящ източник“ и „Света Троица“.